# Cantón de Champagney
El cantón de Champagney era una división administrativa francesa, que estaba situada en el departamento de Alto Saona y la región de Franco Condado.

## Composición
El cantón estaba formado por nueve comunas:
- Champagney
- Clairegoutte
- Échavanne
- Errevet
- Frahier-et-Chatebier
- Frédéric-Fontaine
- Plancher-Bas
- Plancher-les-Mines
- Ronchamp

## Supresión del cantón de Champagney
En aplicación del Decreto n.º 2014-164 de 17 de febrero de 2014, el cantón de Champagney fue suprimido el 22 de marzo de 2015 y sus 9 comunas pasaron a formar parte; ocho del nuevo cantón de Héricourt-1 y una del nuevo cantón de Lure-1.